# Trachyspermum tenue
Trachyspermum tenue är en flockblommig växtart som först beskrevs av Otto Wilhelm Sonder, och fick sitt nu gällande namn av Carl Georg Oscar Drude och Adolf Engler. Trachyspermum tenue ingår i släktet ajowaner, och familjen flockblommiga växter. Inga underarter finns listade i Catalogue of Life.